# Psiloscirtus olivaceus
Psiloscirtus olivaceus är en insektsart som beskrevs av Bruner, L. 1911. Psiloscirtus olivaceus ingår i släktet Psiloscirtus och familjen gräshoppor. Inga underarter finns listade i Catalogue of Life.